# Castro (Boiro)
Castro (llamada oficialmente Santa María de Castro) es una parroquia española del municipio de Boiro, en la provincia de La Coruña, Galicia. 

## Entidades de población
Entidades de población que forman parte de la parroquia:
- Aldea de Arriba
- Bandalrío (Banda ó Río)
- Cariño
- Cesar
- Esteiro
- Fuente de Mouro (Fonte de Mouro)
- Pesqueira (A Pesqueira o Cabo de Cruz)
- Romarís
- Xián

## Demografía
| Gráfica de evolución demográfica de Castro entre 2000 y 2021 |
|                                                              |
| Datos según el nomenclátor publicado por el INE.             |

## Economía
Goza de una buena situación económica propiciada por el incremento en los últimos años del sector marítimo (pesca, marisqueo y acuicultura). Aproximadamente un 90% de la población de la parroquia vive vinculada al mar, tanto directa como indirectamente. El mar es verdaderamente importante en el progreso y avance económico de la parroquia y se ve reflejado en las diversas asociaciones profesionales y empresariales.